# Galerie Neue Meister

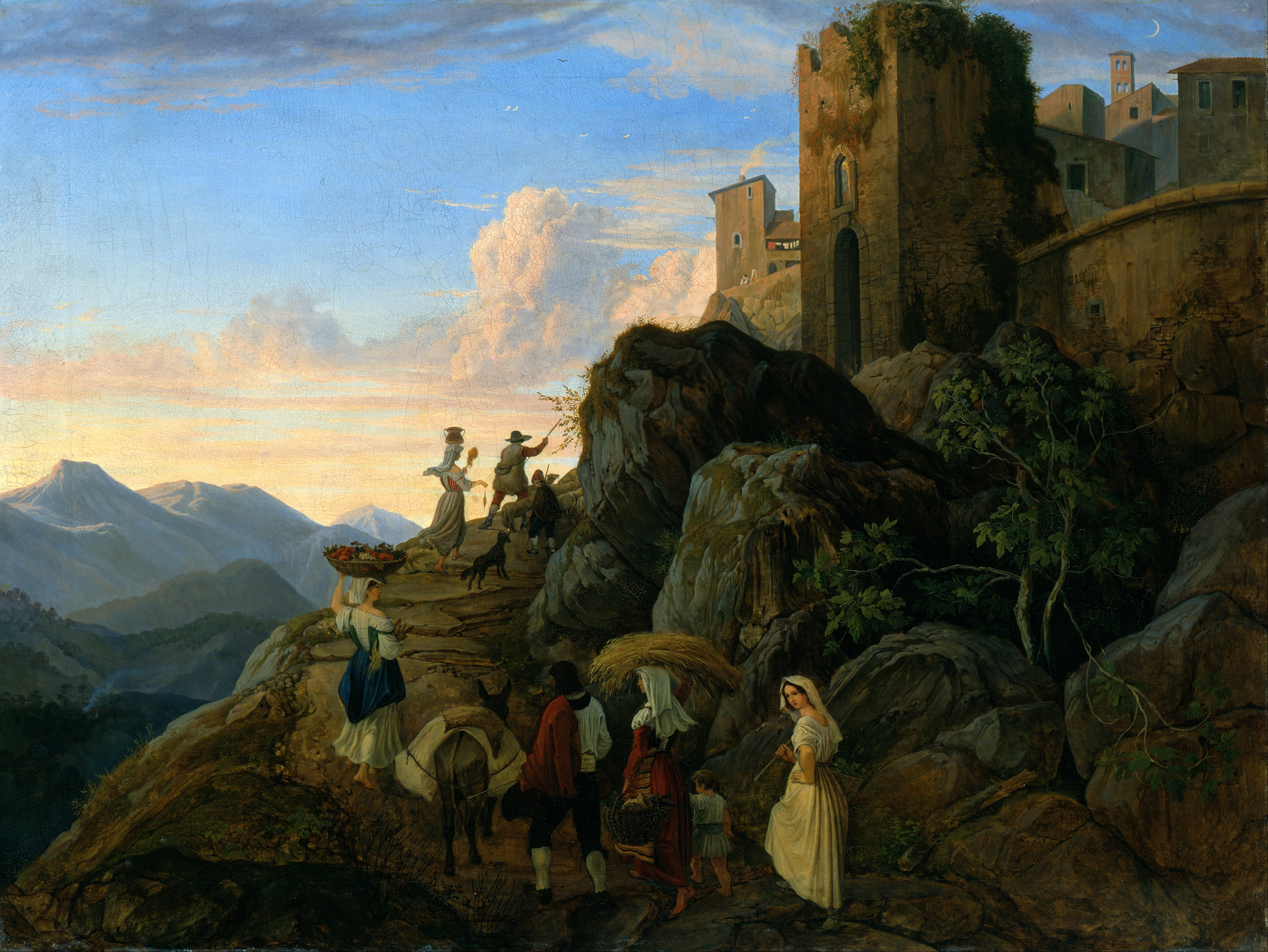
Civitella (Der Abend) von Ludwig Richter

Die Galerie Neue Meister in Dresden zählt mit ungefähr 300 ausgestellten Bildern des 19. und 20. Jahrhunderts zu den wichtigsten deutschen Gemälde-Museen der Moderne. Wesentliche Sammlungsschwerpunkte sind deutsche Romantik, bürgerlicher Realismus der zweiten Hälfte des 19. Jahrhunderts und Impressionismus. Die Galerie ging 1931 aus der „Modernen Abteilung“ der Dresdner Gemäldegalerie hervor.
Die Galerie Neue Meister gehört zu den Staatlichen Kunstsammlungen Dresden. Sie befindet sich seit 1965 im Albertinum an der Brühlschen Terrasse.

## Geschichte
Die Sammlung der Werke begann zunächst in der Dresdner Gemäldegalerie. Nachdem Bernhard August von Lindenau 1830 Leiter der Königlichen Museen wurde, begann ab 1843 ein verstärkter Ankauf zeitgenössischer Kunstwerke für die neu geschaffene „Moderne Abteilung“. Lindenau stellte dafür jährlich 700 Taler aus seinem Vermögen bereit. Auch der Akademische Rat, der für die Kunstakademie und die Gemäldegalerie zuständig war, steuerte 50 Prozent des Reinerlöses aller akademischen Kunstausstellungen für den Ankauf der Gemälde bei. Dennoch musste man sich im Wesentlichen auf deutsche Maler beschränken, da die zur Verfügung stehenden Mittel sehr knapp bemessen waren.
Bis 1882 befanden sich nur vier bedeutende Werke der deutschen Romantik in der Sammlung: Von Caspar David Friedrich Zwei Männer in Betrachtung des Mondes und Hünengrab im Herbst sowie von Ludwig Richter Brautzug im Frühling und Überfahrt über die Elbe am Schreckenstein bei Aussig. Danach wurde die „Moderne Abteilung“ unter der Direktion von Karl Woermann durch künstlerisch anspruchsvolle Neuerwerbungen erweitert. Nachdem 1897 die internationale Kunstausstellung in Dresden stattgefunden hatte, kaufte die Galerie nun auch ausländische Werke zeitgenössischer Kunst.

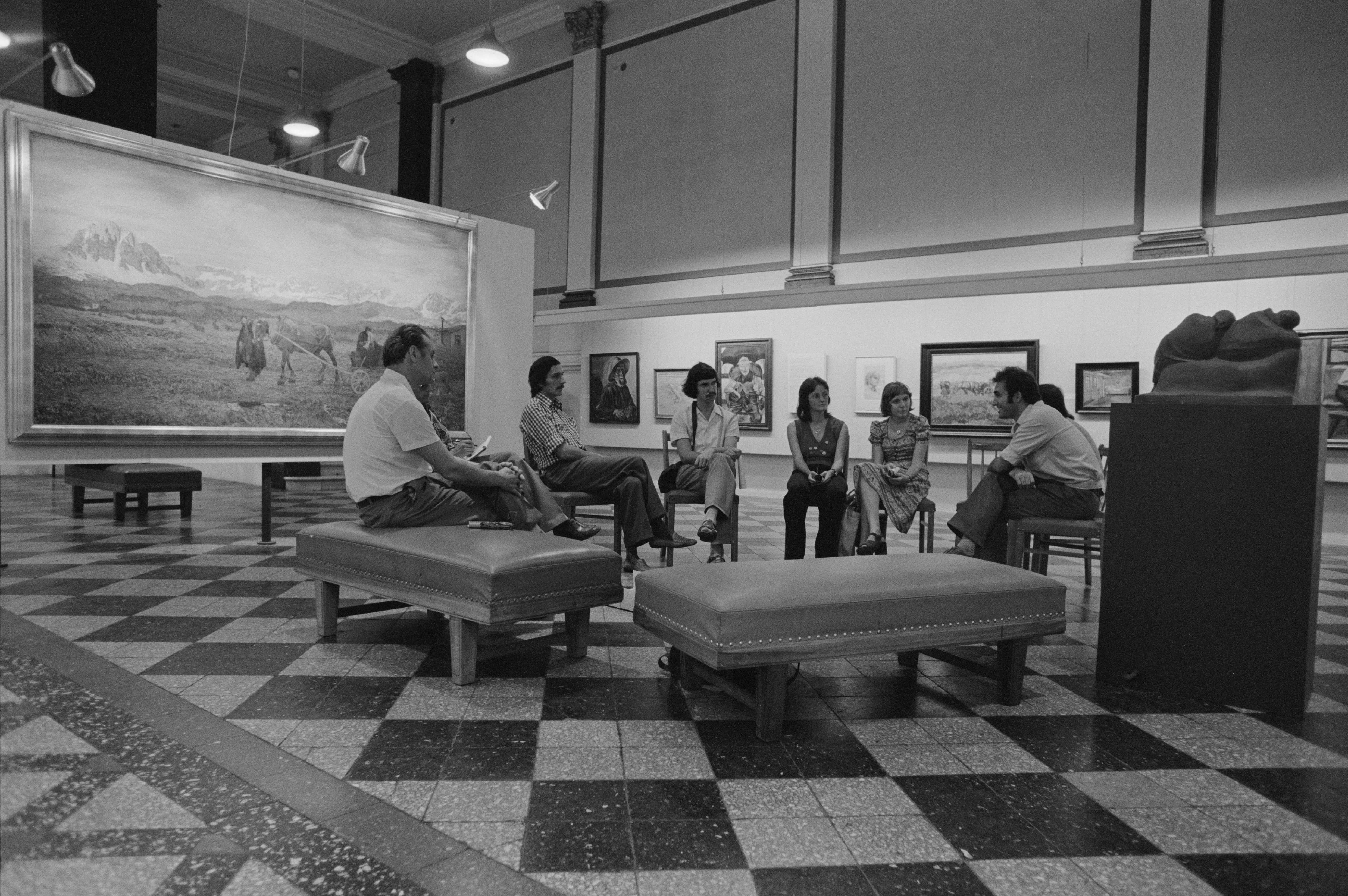
Die Ausstellung 1975

Unter Hans Posse, der seit 1910 Leiter der Galerie war, bildeten sich in der „Modernen Abteilung“ die noch wesentlichen Sammlungsbereiche deutsche Romantik, bürgerlicher Realismus der zweiten Hälfte des 19. Jahrhunderts und Impressionismus heraus. Durch die Gründungen des „Dresdner Museumsvereins“ im Jahr 1911 und des „Patronatsvereins der Gemäldegalerie“ 1917 wurde die Galerie finanziell sehr gestärkt.
Im Jahr 1931 wurde die „Moderne Abteilung“ in die Sekundogenitur an die Brühlsche Terrasse ausgelagert. Durch die Aktion Entartete Kunst der Nationalsozialisten wurden 56 bedeutende Werke der Gemäldesammlung beschlagnahmt und verkauft. Bei den Luftangriffen auf Dresden am 13. Februar 1945 verbrannten 196 Gemälde auf einem Lastwagen.
1959 erfolgte die Neugründung der Galerie Neue Meister. Seit 1965 befindet sie sich in den Oberlichtsälen des Albertinums. In der Zeit der DDR erwarb man einige der abgegebenen Bilder zurück.
Am 19. Juni 2010 wurde das Albertinum nach umfangreichen Sanierungs- und Umbauarbeiten wiedereröffnet. Die Sanierung des Gebäudes und der Einbau eines hochwassersicheren Depots war nach dem Elbehochwasser 2002 notwendig geworden. Durch den Umzug des Grünen Gewölbes in das Residenzschloss stehen nun auch die Räume des Salzgassenflügels zur Verfügung. Hier wird auf einer Fläche von 1200 m² in wechselnden Ausstellungen Kunst der Gegenwart gezeigt.

## Ausstellung

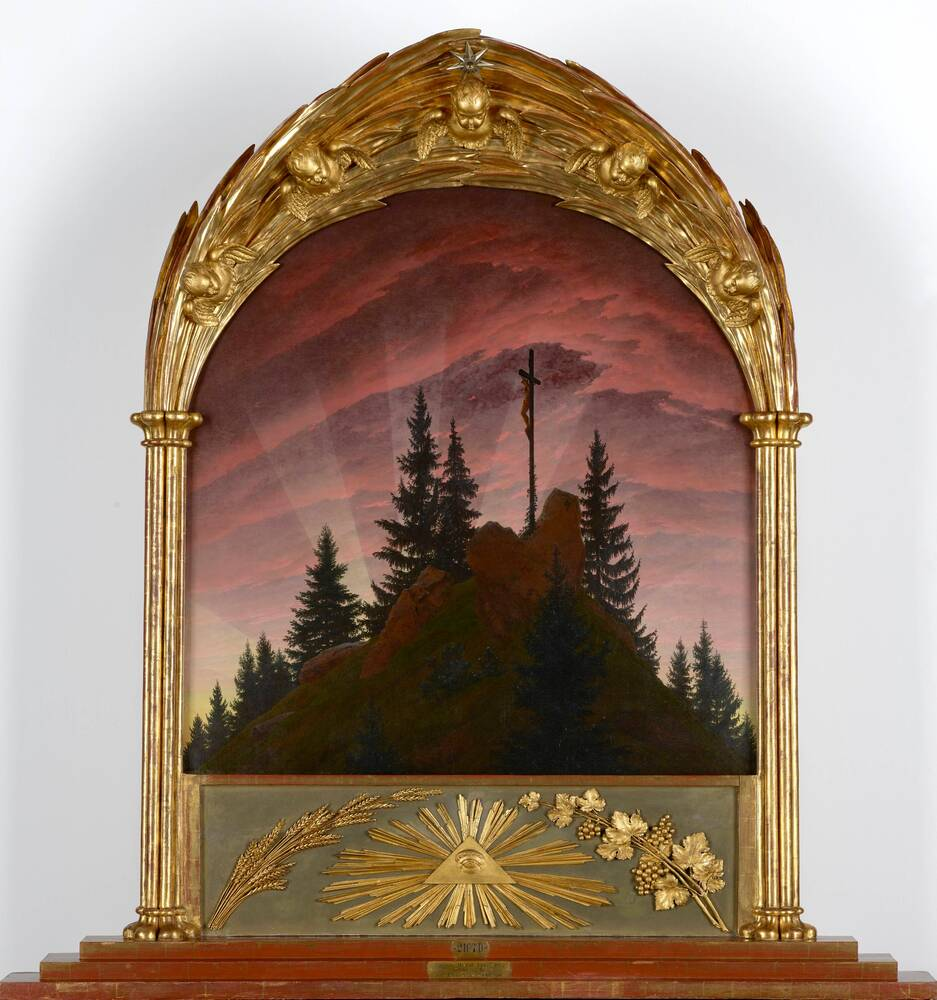
Der Tetschener Altar (Kreuz im Gebirge) von Caspar David Friedrich

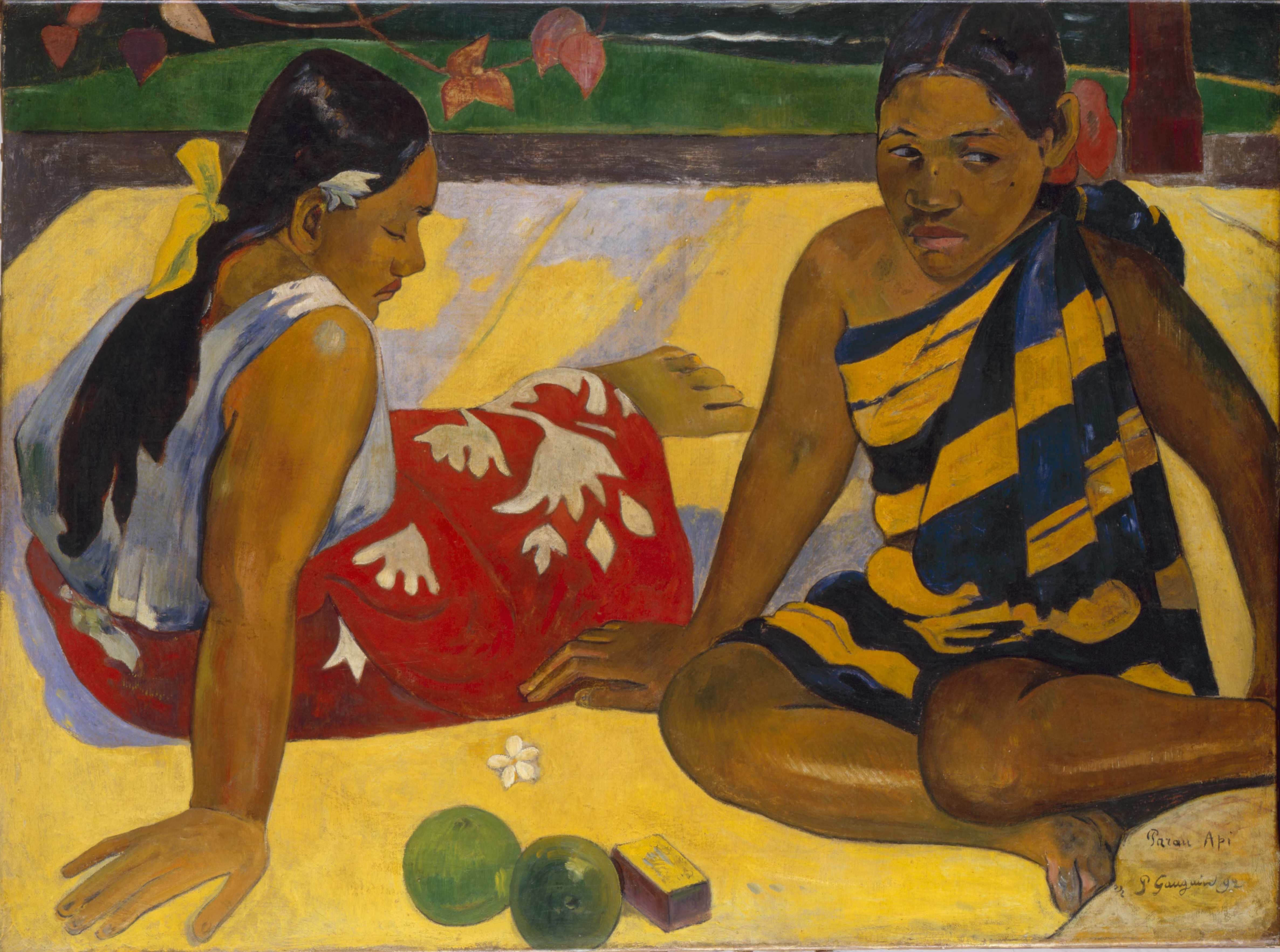
Zwei Frauen von Tahiti von Paul Gauguin

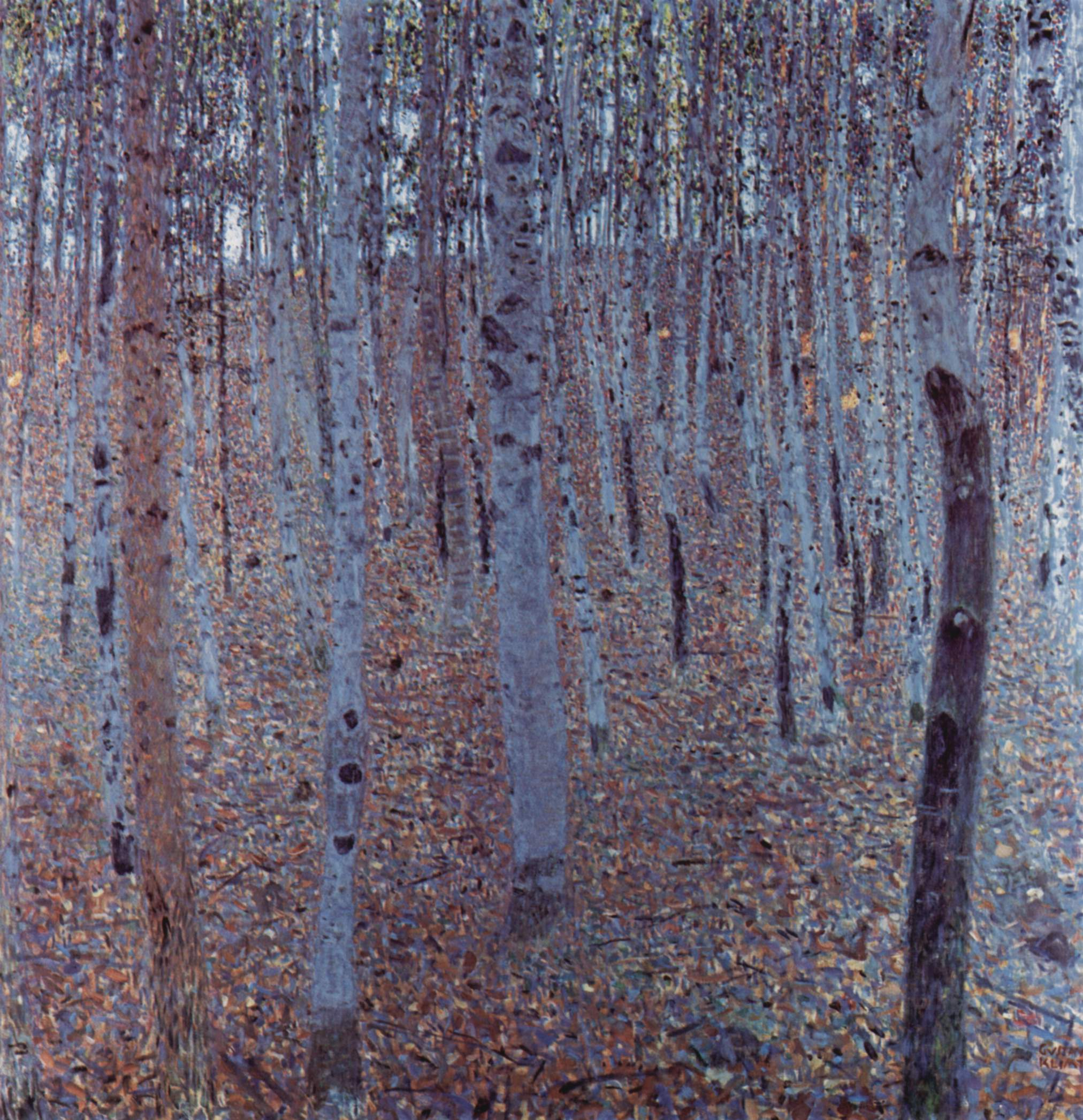
Buchenwald I von Gustav Klimt

Aus der Sammlung von ungefähr 3.000 Bildern präsentiert die Galerie ca. 300 Werke der Kunst vom 19. Jahrhundert bis zur Gegenwart. Darüber hinaus befinden sich in den Räumlichkeiten der Ausstellung Objekte aus der Skulpturensammlung, welche aus derselben Epoche stammen wie die sie jeweils umgebenden Gemälde.
Mit Hauptwerken sind in der Galerie Neue Meister unter anderem folgende Maler vertreten:
- Romantik
  - Carl Gustav Carus
  - Caspar David Friedrich
  - Ernst Ferdinand Oehme
  - Ludwig Richter
  - Carl Christian Sparmann
- Impressionismus
  - Eugen Bracht
  - Lovis Corinth
  - Max Liebermann
  - Max Slevogt
- Expressionismus bzw. Neue Sachlichkeit
  - Otto Dix
  - Curt Querner

Außerdem vertreten sind unter anderem:
- Max Beckmann
- Arnold Böcklin unter anderem mit dem Gemälde Der Krieg
- Paul Gauguin
- Vincent van Gogh
- Karl Hofer
- Ernst Ludwig Kirchner
- Paul Klee
- Wolfgang Mattheuer
- Paula Modersohn-Becker
- Claude Monet
- Edvard Munch
- Emil Nolde (u. a. Werke aus der Zeit ihrer Künstlergemeinschaft „Brücke“)
- Max Pechstein
- Pablo Picasso
- Ferdinand von Rayski
- Theodor Rosenhauer
- Wilhelm Rudolph
- Karl Schmidt-Rottluff
- Hans Thoma mit Der Hüter des Tales

Kunst der Gegenwart wird unter anderem gezeigt von:
- Eberhard Havekost
- Neo Rauch
- Luc Tuymans

Im neuen Albertinum haben ihre eigenen Räume die Künstler:
- Georg Baselitz
- A. R. Penck
- Gerhard Richter

## Bekannte Werke

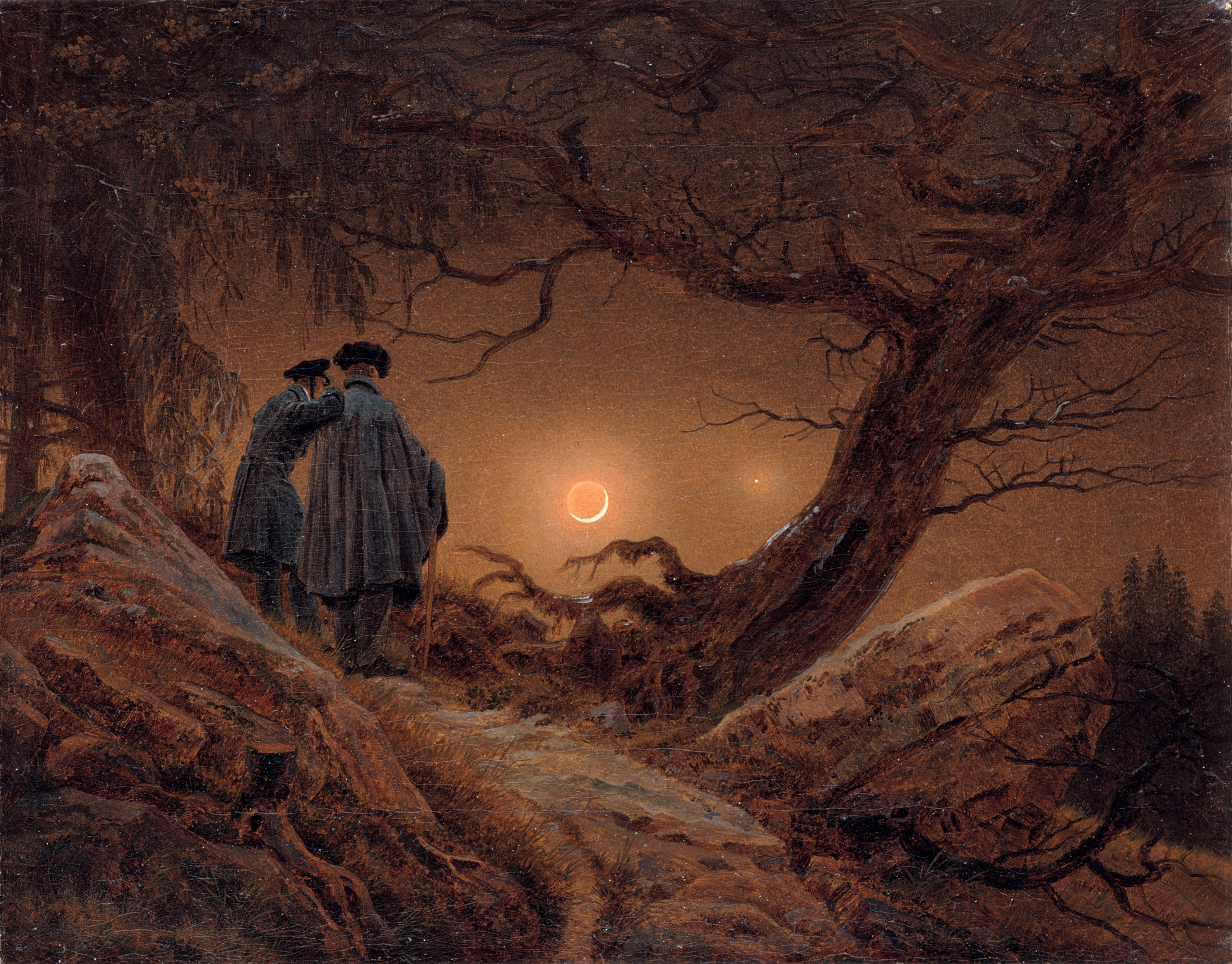
Caspar David Friedrich: Zwei Männer in Betrachtung des Mondes
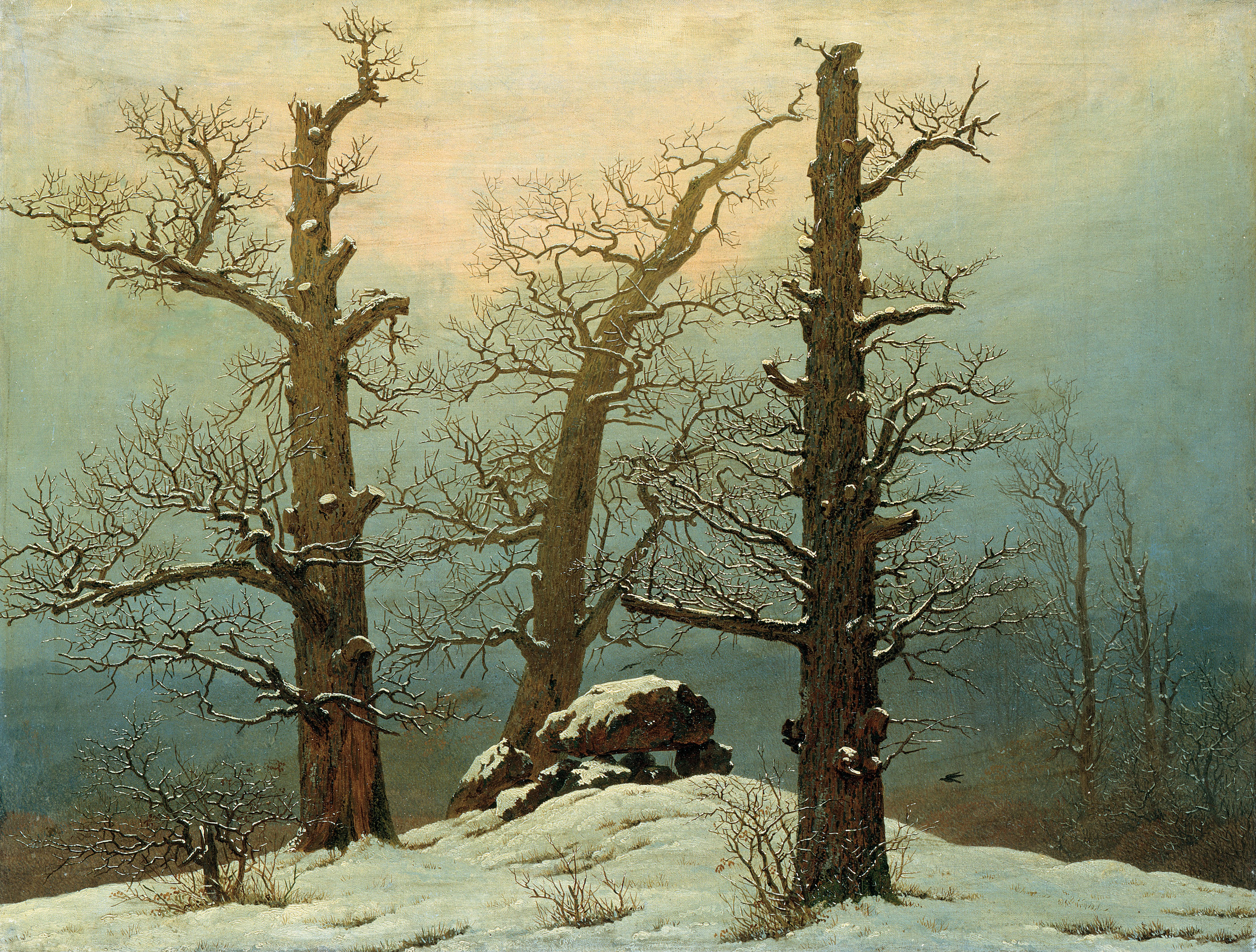
Caspar David Friedrich: Hünengrab im Schnee
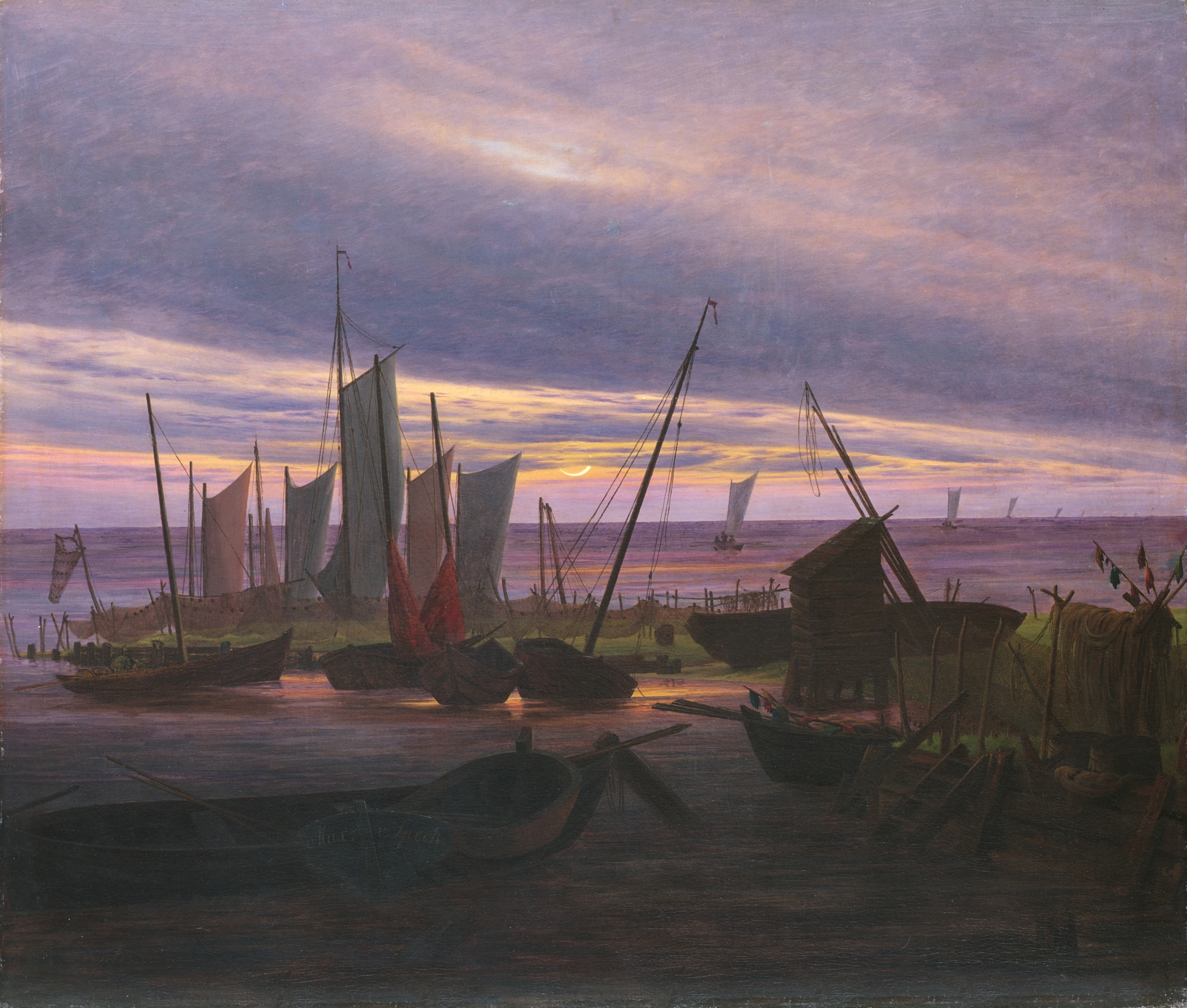
Caspar David Friedrich: Schiffe im Hafen am Abend
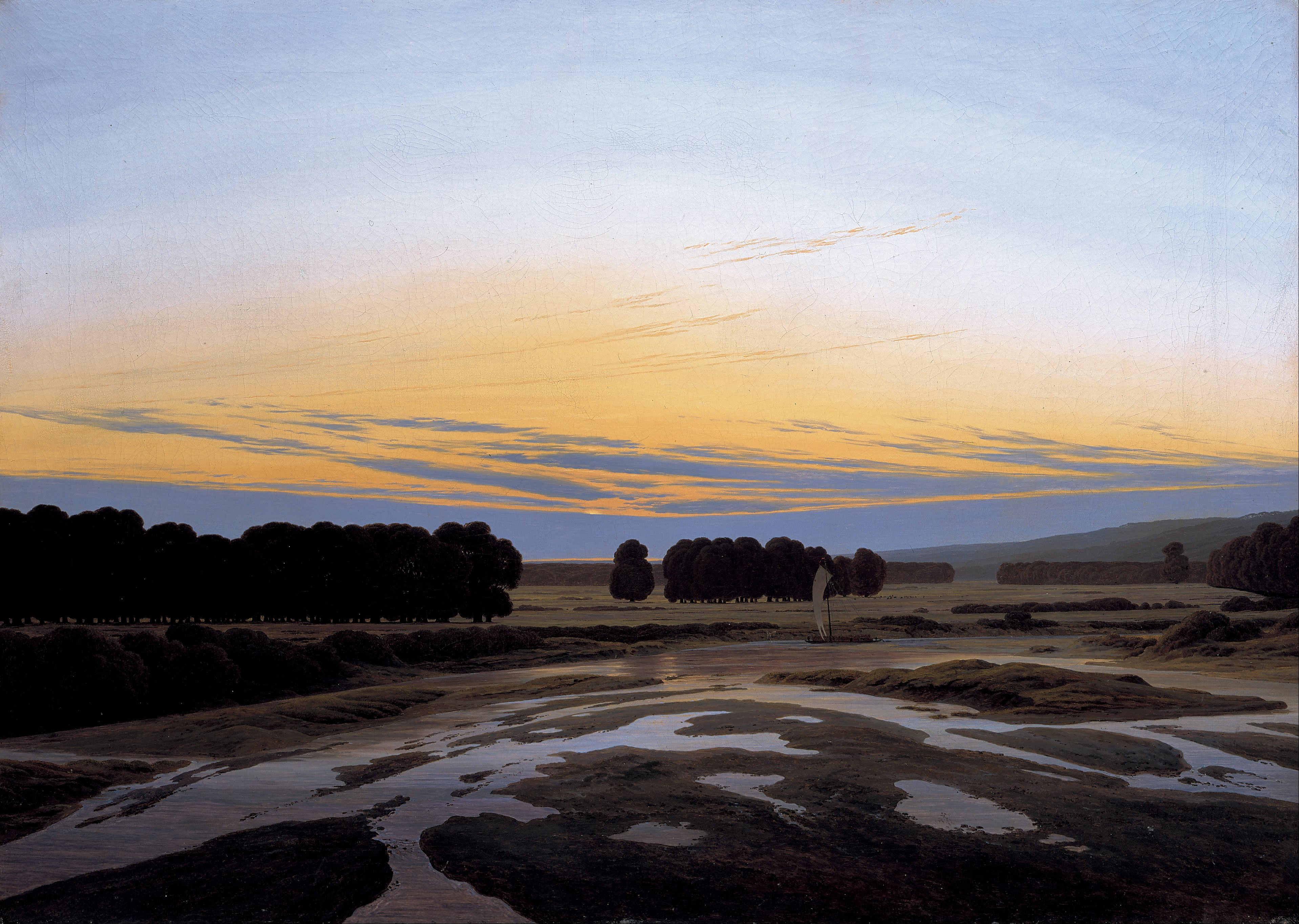
Caspar David Friedrich: Das Große Gehege bei Dresden
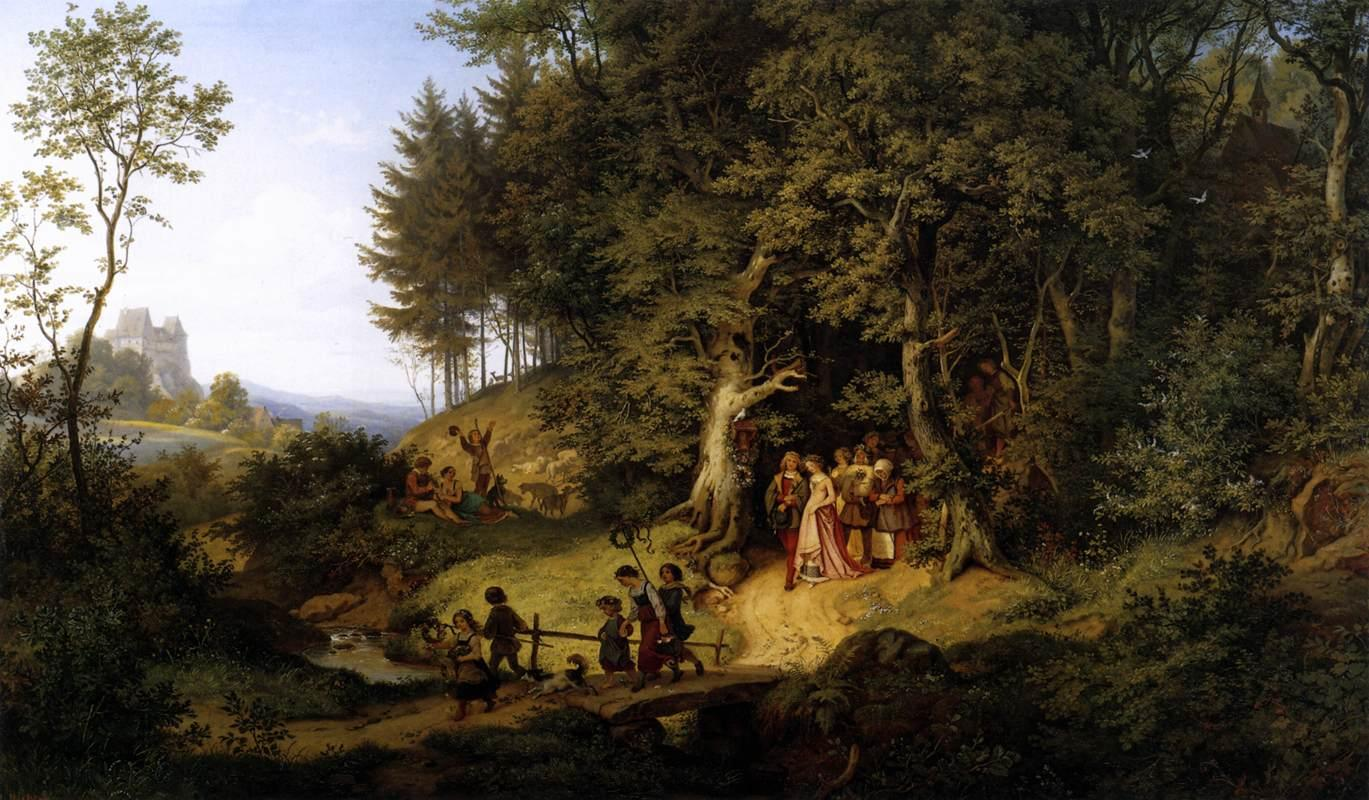
Ludwig Richter: Brautzug im Frühling
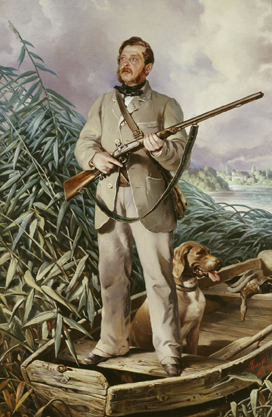
Ferdinand von Rayski: Bildnis Friedrich von Boxberg
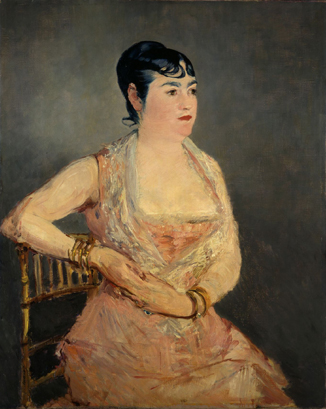
Édouard Manet: Dame in Rosa (Madame Martin)
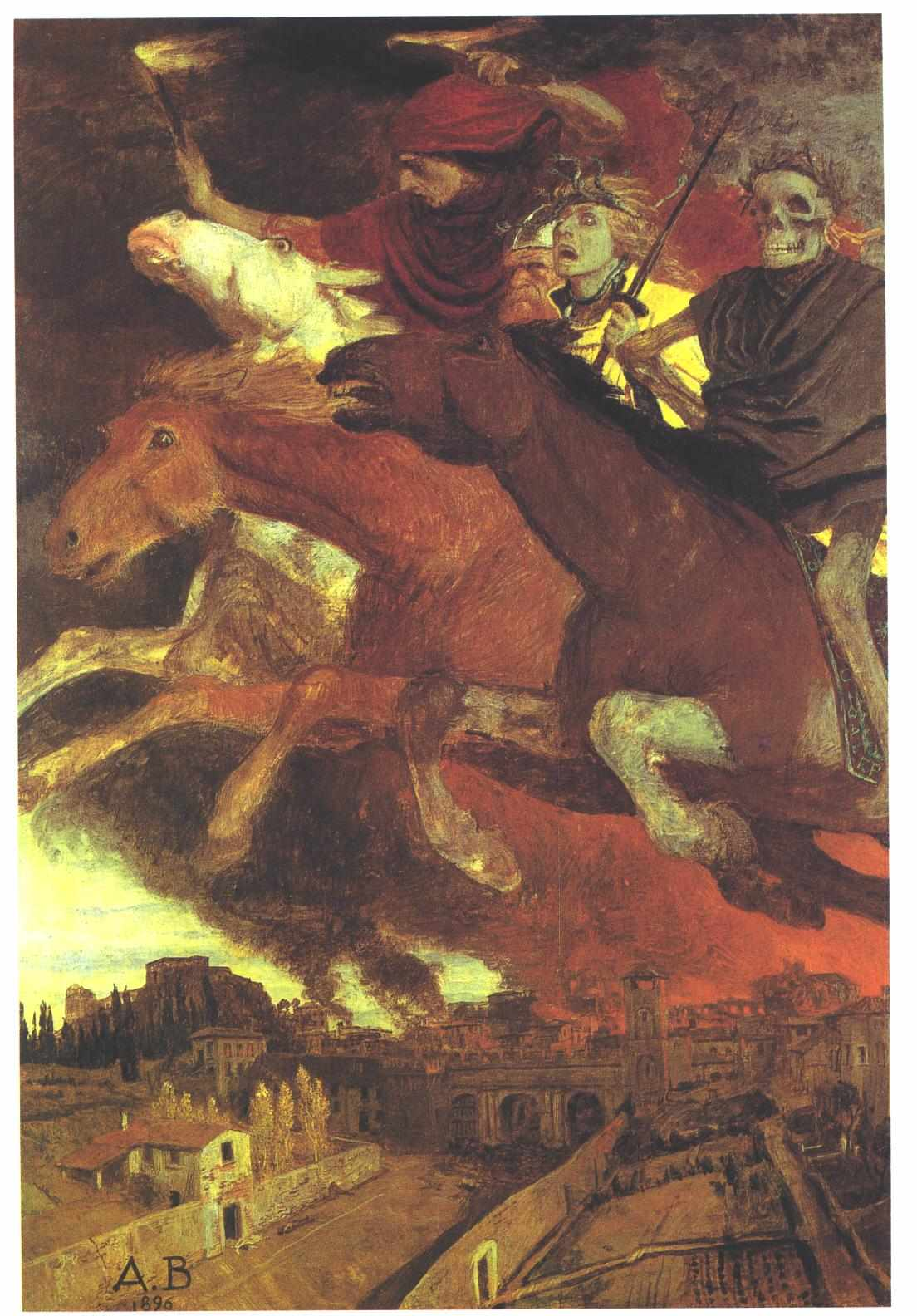
Arnold Böcklin: Der Krieg
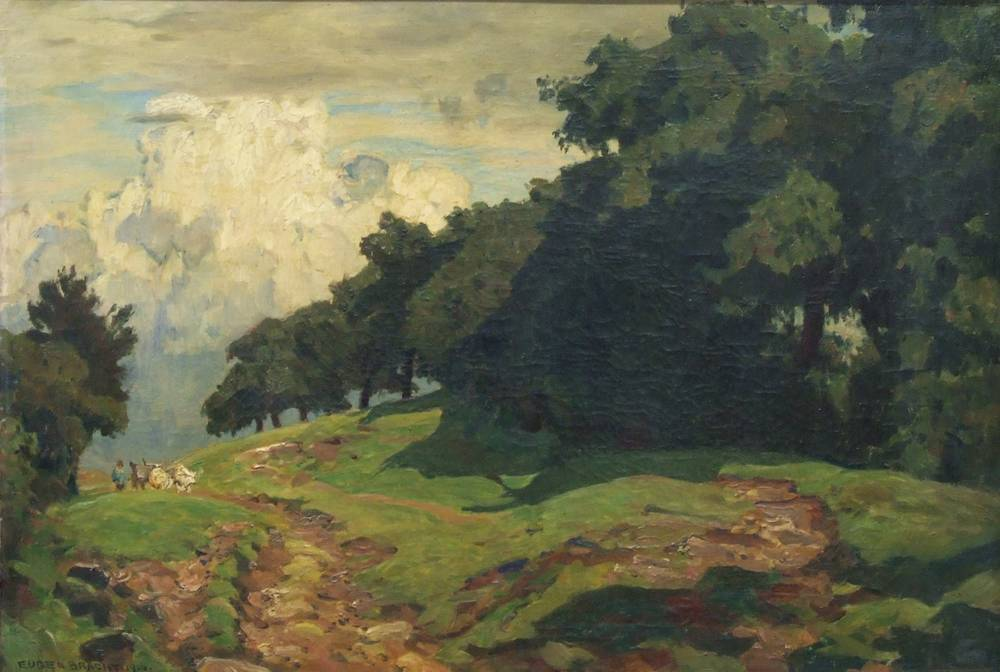
Eugen Bracht: Oberhessische Landschaft
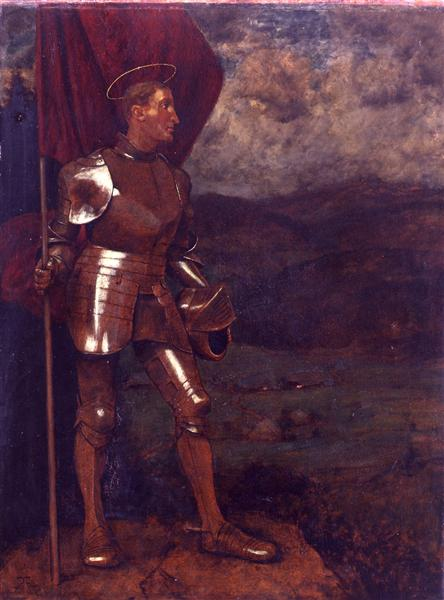
Hans Thoma: Der Hüter des Tales
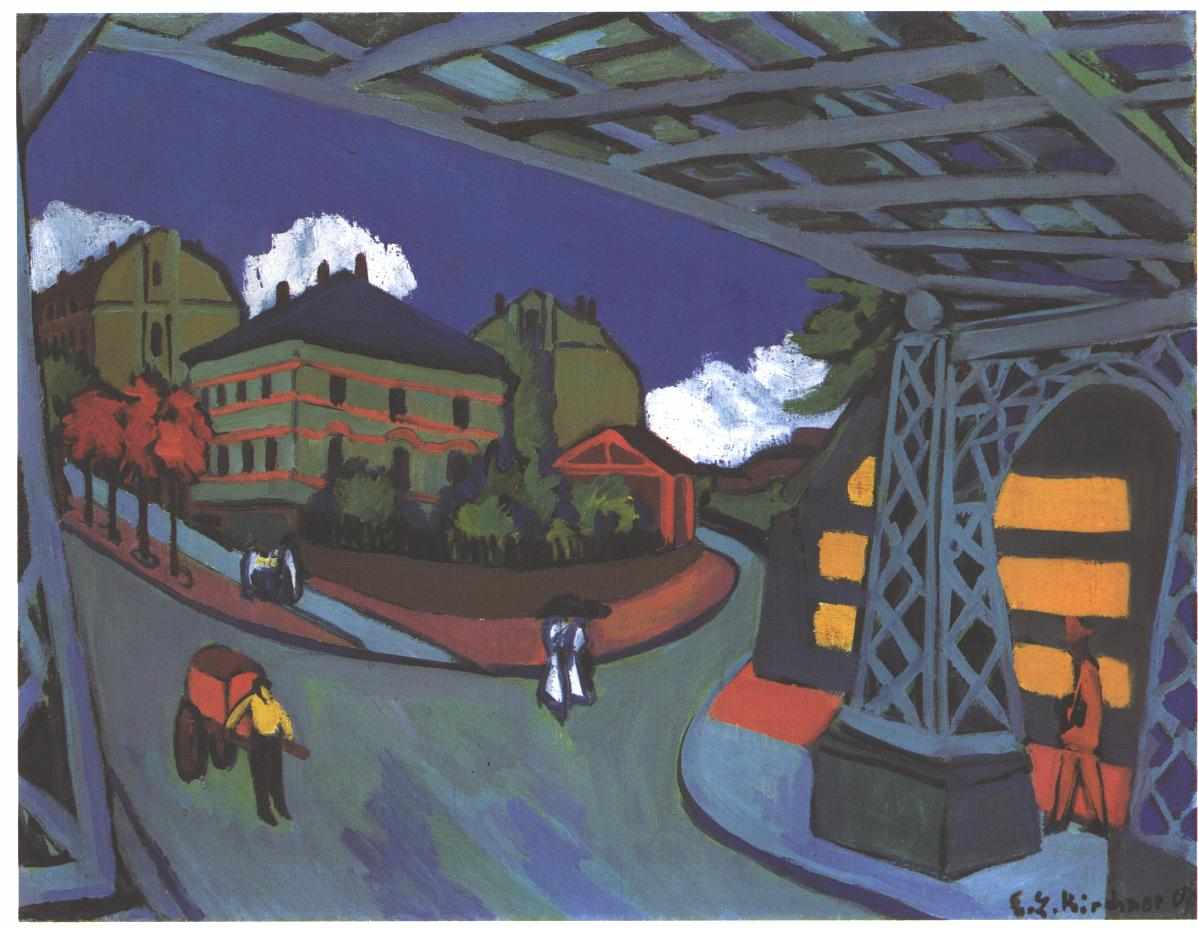
Ernst Ludwig Kirchner: Eisenbahnüberführung Löbtauer Straße in Dresden
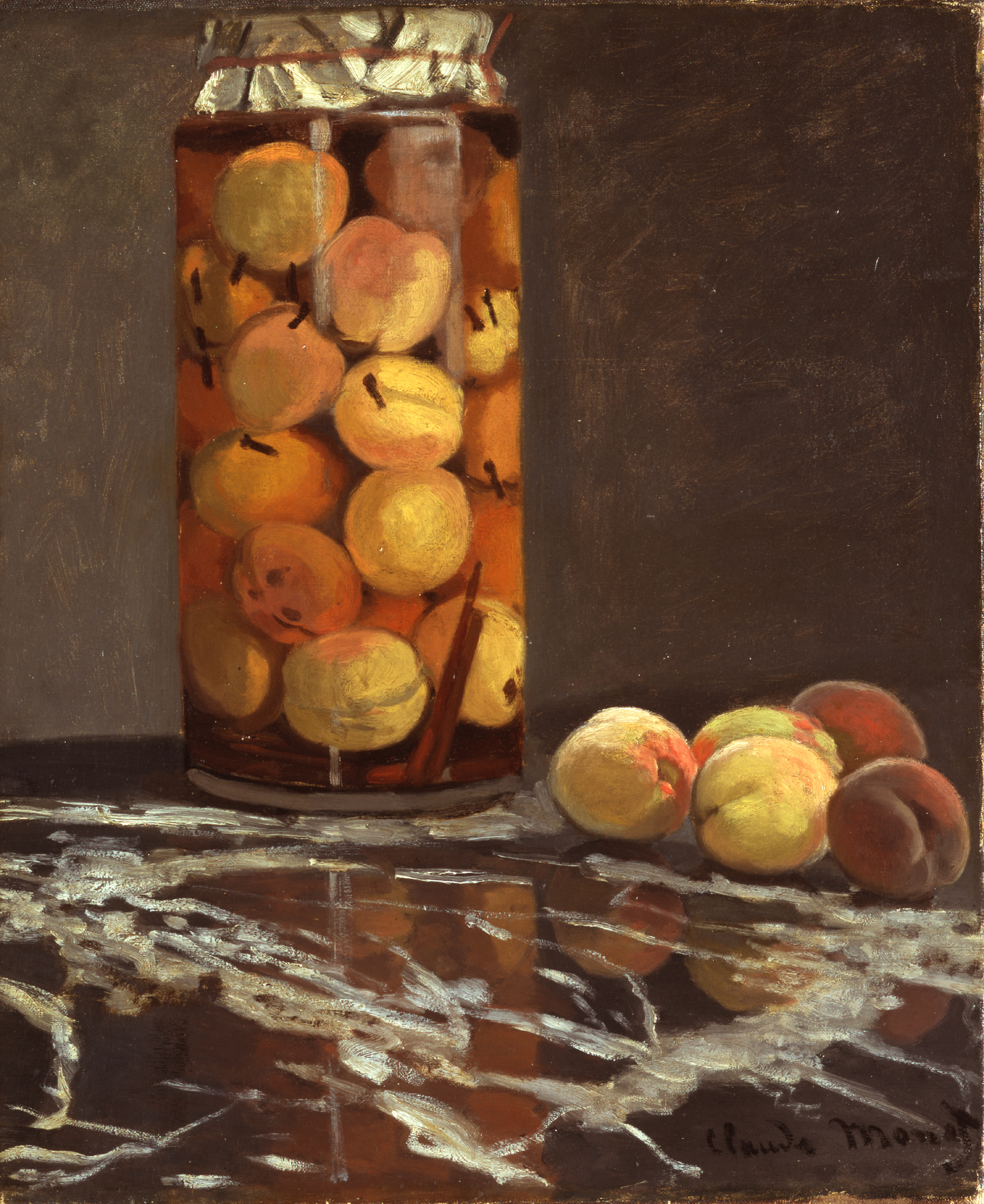
Claude Monet: Das Pfirsichglas
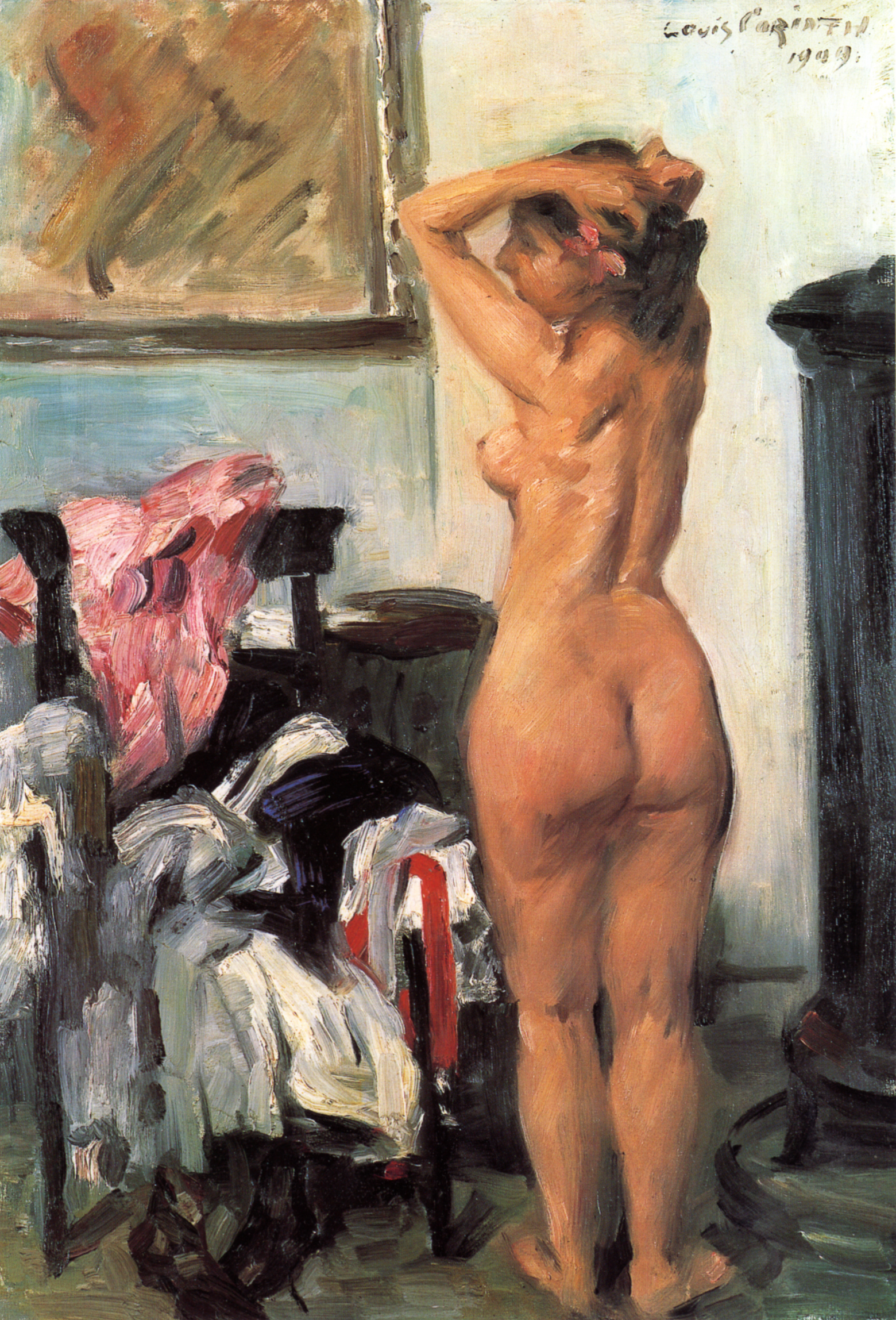
Lovis Corinth: Modellpause
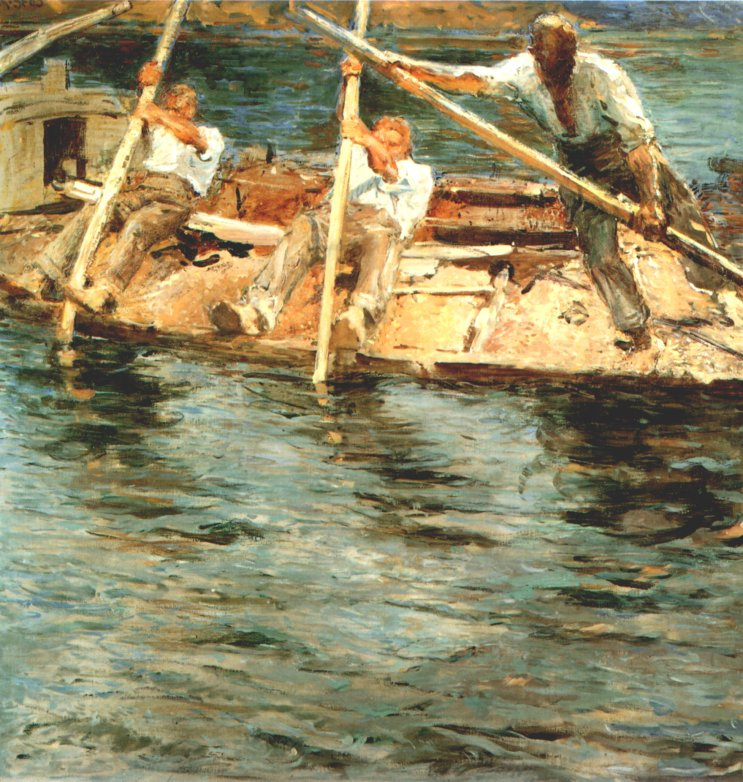
Robert Sterl: Elbebaggerer

## Sonstiges
Im Jahr 1994 gründete sich die Gesellschaft für Moderne Kunst in Dresden e. V. Dieser Verein sammelt Geld zum Ankauf von Bildern und organisiert Dauerleihgaben an das Museum. Durch die Unterstützung konnten bisher mehr als 40 Kunstwerke erworben und mehrere Ausstellungen finanziert werden.